# Konjawo
Konjawo (bułg. Коняво) – wieś w Bułgarii, w obwodzie Kiustendił, w gminie Kiustendił. Według danych szacunkowych Ujednoliconego Systemu Ewidencji Ludności oraz Usług Administracyjnych dla Ludności, 15 września 2022 roku miejscowość liczyła 776 mieszkańców.

## Osoby związane z miejscowością

### Urodzeni
- Atanas Nowew – bułgarski fotograf

### Zmarli
- Kote Popstojanow (1845–1910) – bułgarski rewolucjonista